# Benedykt Paweł Boym
Benedykt Paweł Boym (ur. 1629 we Lwowie, zm. 28 lutego 1670 w Wilnie) – polski duchowny katolicki, jezuita, autor prac teologicznych.
Był synem Pawła Jerzego Boyma, lekarza i rajcy lwowskiego, a młodszym bratem misjonarza w Chinach Michała. Innemu ze starszych braci przekazał swoje dziedzictwo po zmarłym w 1641 ojcu, by wejść w szeregi jezuitów; do nowicjatu w Wilnie wstąpił 31 lipca 1646. Po dwuletnim nowicjacie kontynuował naukę w Wilnie, gdzie do 1649 kształcił się w dziedzinie retoryki, potem odbył kurs filozoficzny w Połocku (1649–1652). Przez pewien czas był nauczycielem w szkołach jezuickich w Nowogródku i Nieświeżu. W okresie wojen szwedzkich i rosyjskich wyjechał na studia zagraniczne i zgłębiał filozofię w belgijskim Lowanium. Zetknął się tamże z bollandystami, m.in. Danielem Papenbrochem, i nawiązał współpracę z dziełem hagiograficznym Acta sanctorum.
Zamierzał śladami brata pracować na misji jezuickiej w Chinach, nie uzyskał jednak zgody władz zakonnych. Zajął się wówczas duszpasterstwem ludu oraz publicystyką polemiczną ze schizmatykami; w pracach swoich odnosił się do schizmatyków z wielkim szacunkiem, pisząc o nich braciszkowie nasi kochani. Od około 1661 był nauczycielem poetyki w domu zakonnym w Pułtusku, potem działał jako kaznodzieja przy kościele św. Kazimierza w Wilnie. Zmarł w tamtejszym domu profesów 28 lutego 1670.
Dla Acta sanctorum przetłumaczył życiorys świętego Jana Kantego autorstwa Adama Opatowiusza (Żywot i cuda wielebnego Jana Kantego, tom 57). Jako polemista opracował popularne dziełko teologiczne Stara wiara abo jasne pokazanie, iż ci co w dizuniej trwają starej wiary nie mają (Wilno 1668), w którym na podstawie prac Ojców Kościoła wykazywał prymat papieża oraz pochodzenia Ducha Świętego od Ojca i Syna. Kilka edycji miała praca Boyma Wóz do nieba na duchową przejażdżkę, pierwszy raz wydana jako dodatek do dzieła Theologia chrześcijańska albo nauka o tajemnicach wiary chrześcijańskiej Malinesa (Wilno 1670).